# Thomas di Hookton
Thomas di Hookton o Thomas Vexille è un personaggio letterario,  protagonista della serie di quattro romanzi "Alla ricerca del Santo Graal" scritta da Bernard Cornwell. È un arciere inglese sotto il regno di Edoardo III d'Inghilterra.

## L'arciere del re
Thomas, figlio illegittimo di un prete di nobili origini, vive con il padre a Hookton, piccolo villaggio sulla costa meridionale dell'Inghilterra. Alla vigilia di pasqua del 1342 il paese viene assalito e distrutto da una banda di mercenari bretoni, che uccidono il prete e rubano una preziosa reliquia, la lancia di San Giorgio. Thomas, unico sopravvissuto, giura vendetta e fa voto di recuperare la lancia. Passati tre anni da quel fatidico giorno, Thomas si è ormai dimenticato del giuramento e si è arruolato ormai da tempo nelle truppe inglesi combattenti in Bretagna contro i francesi. Durante la famosa battaglia di Crécy, dove combatte come arciere, Thomas riesce a riconquistare la lancia, caduta in mano a un uomo che si rivelerà poi Guy Vexille, cugino del protagonista e suo acerrimo nemico. Trovata la reliquia appartenuta al padre, zio del nemico di Thomas, il protagonista si lancia alla ricerca di una reliquia ancora più importante, il Santo Graal.

## Il cavaliere nero
La ricerca del Graal porterà Thomas dapprima nell'Inghilterra del Nord, in cerca di informazioni, poi nel suo villaggio natale, dove troverà un libro a lui destinato, lasciatogli dal padre, e successivamente, attratto dal richiamo della guerra, di nuovo in Bretagna, dove parteciperà alla presa di Caen e ad altre battaglie. Thomas, circondato da strani e improbabili alleati e seguito da svariati nemici, continuerà tuttavia la sua ricerca.

## La Spada e il Calice
Thomas, con una compagnia di arcieri e uomini d'arme al suo comando, è diretto in Guascogna, per conquistare un castello francese e trovare la preziosa reliquia chiamata Graal, nascosta forse ad Astarac, terra ancestrale della sua famiglia, i Vexille. Thomas, a causa del suo infatuamento nei confronti di una donna ritenuta una beghina, e quindi eretica, si ritrova solo, abbandonato dai suoi compagni e inseguito da nemici sempre più potenti e numerosi. Riconciliatosi poi con i suoi compagni, Thomas trionfa sui nemici e giunge alla fine della ricerca trovando il Graal.

## L'eroe di Poitiers
Nel 1357, il Principe Nero, Edoardo di Woodstock, è intrappolato da francesi e scozzesi nei pressi di Poitiers; Thomas è incaricato di trovare la "Spada di San Pietro, che assicurerebbe la vittoria all'esercito inglese.

## Altri riferimenti
Nel romanzo L'arciere di Azincourt viene velocemente citato durante gli eventi che portarono alla battaglia di Azincourt per essere un arciere di umili origini che "quando morì, era un signore, proprietario di mille acri di terra".